# John Wood (producent)
John Wood je britský hudební producent a zvukový inženýr.
V dětství hrál na housle, později v rozhovoru uvedl, že hraní bylo příliš těžké a skončil s ním ve chvíli, kdy jej otec vzal na koncert houslového virtuosa Yehudiho Menuhina. Zpočátku pracoval pro vydavatelství Decca Records. V roce 1964 založil spolu s Geoffem Frostem nahrávací studio Sound Techniques. Pracoval pro vydavatelství Island Records a podílel se na nahrávání alb umělců, jako jsou Fairport Convention, Nick Drake, John Cale, Pink Floyd nebo Squeeze.

## Diskografie
- The Sect (Downliners Sect, 1964) – zvukový inženýr
- Nicola (Bert Jansch, 1967) – zvukový inženýr
- Wee Tam & the Big Huge (The Incredible String Band, 1968) – zvukový inženýr
- The Hangman's Beautiful Daughter (The Incredible String Band, 1968) – zvukový inženýr
- Pottery Pie (Geoff & Maria Muldaur, 1968) – zvukový inženýr
- Fairport Convention (Fairport Convention, 1968) – zvukový inženýr
- What We Did on Our Holidays (Fairport Convention, 1969) – zvukový inženýr
- Unhalfbricking (Fairport Convention, 1969) – zvukový inženýr
- Liege & Lief (Fairport Convention, 1969) – zvukový inženýr
- Five Leaves Left (Nick Drake, 1969) – zvukový inženýr
- The Big Huge (The Incredible String Band, 1969) – zvukový inženýr
- Changing Horses (The Incredible String Band, 1969) – zvukový inženýr
- Relics of the Incredible String Band (The Incredible String Band, 1970) – zvukový inženýr
- I Looked Up (The Incredible String Band, 1970) – zvukový inženýr
- Be Glad for the Song Has No Ending (The Incredible String Band, 1970) – zvukový inženýr
- Bryter Layter (Nick Drake, 1970) – zvukový inženýr
- Desertshore (Nico, 1970) – zvukový inženýr
- The North Star Grassman and the Ravens (Sandy Denny, 1971) – zvukový inženýr
- Full House (Fairport Convention, 1971) – zvukový inženýr
- Babbacombe Lee (Fairport Convention, 1971) – zvukový inženýr, producent
- Angel Delight (Fairport Convention, 1971) – zvukový inženýr, producent
- Sandy (Sandy Denny, 1972) – zvukový inženýr
- Aqualung (Jethro Tull, 1971) – zvukový inženýr
- Pink Moon (Nick Drake, 1972) – producent
- Henry the Human Fly (Richard Thompson, 1972) – zvukový inženýr, producent
- Rosie (Fairport Convention, 1973) – zvukový inženýr
- Nine (Fairport Convention, 1973) – zvukový inženýr
- Moonshine (Bert Jansch, 1973) – zvukový inženýr
- Jacaranda (Luiz Bonfá, 1973) – producent, klavír
- Like an Old Fashioned Waltz (Sandy Denny, 1973) – zvukový inženýr, producent
- The End… (Nico, 1974) – zvukový inženýr
- June 1, 1974 (Kevin Ayers, John Cale, Eno a Nico, 1974) – zvukový inženýr
- Fear (John Cale, 1974) – zvukový inženýr
- Buddha and the Chocolate Box (Cat Stevens, 1974) – zvukový inženýr
- Slow Dazzle (John Cale, 1975) – zvukový inženýr
- Pour Down Like Silver (Richard Thompson, 1975) – zvukový inženýr, producent
- Kate & Anna McGarrigle (Kate & Anna McGarrigle, 1975) – zvukový inženýr
- Rendezvous (Sandy Denny, 1977) – zvukový inženýr
- Dancer with Bruised Knees (Kate & Anna McGarrigle, 1975) – zvukový inženýr
- Green (Steve Hillage, 1978) – zvukový inženýr
- Cool for Cats (Squeeze, 1979) – aranžér, producent
- Argybargy (Squeeze, 1980) – zvukový inženýr, producent
- Hand of Kindness (Richard Thompson, 1983) – zvukový inženýr, producent
- Molly Drake (Molly Drake, 2011) – zvukový inženýr
- Waves of Haste (Hjalte Ross, 2020) – zvukový inženýr
- A Different Kind (August Gilde, 2022) – producent
- Grey Eyed Dandy (The Woolverstones, 2022) – producent[4]